# Дисмаленд

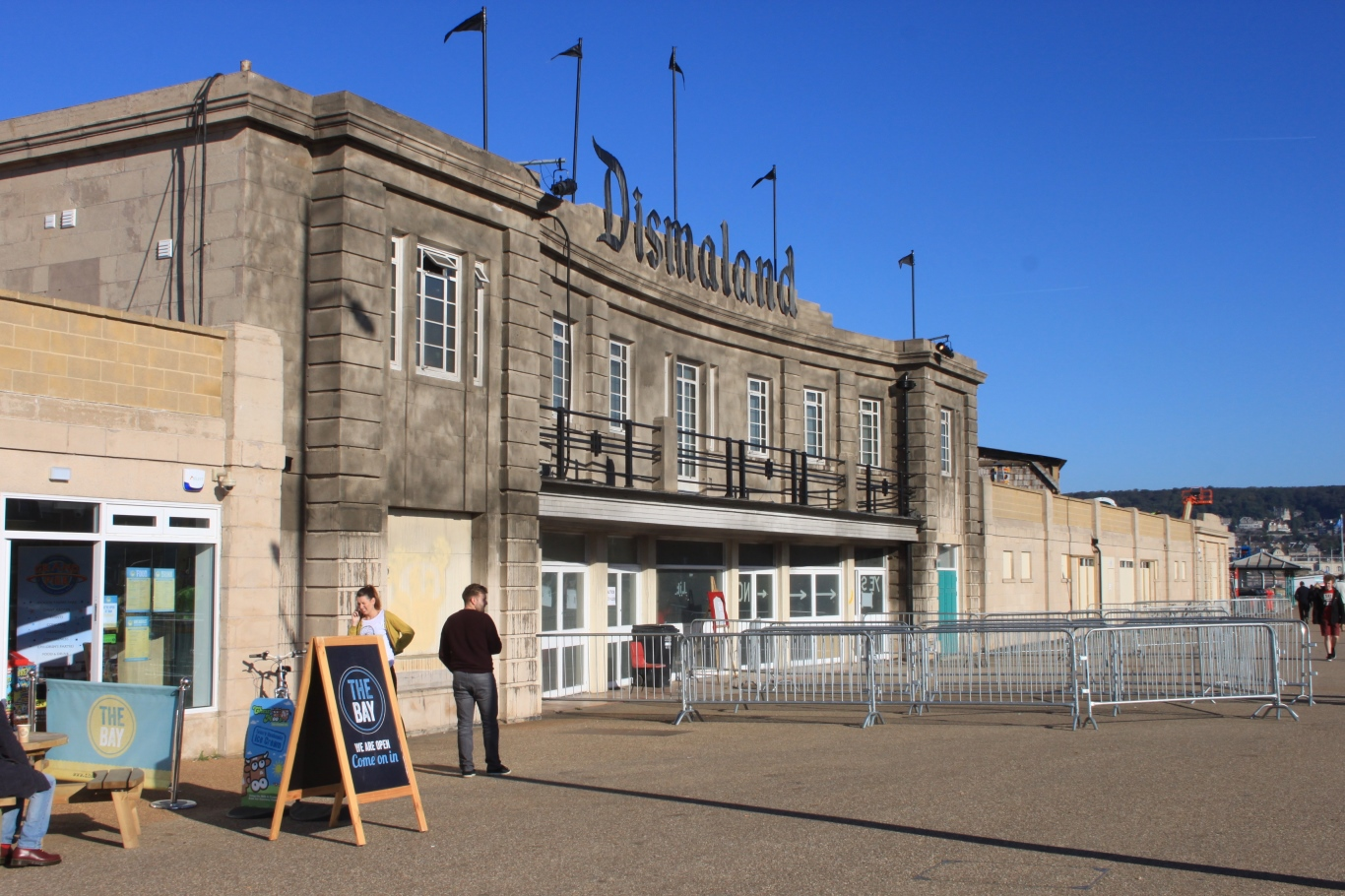
Бассейн «Тропикана», ставший «Дисмалендом»

Дисмаленд (англ. Dismaland) — временный арт-проект, организованный уличным художником Бэнкси в приморском курортном городе Уэстон-сьюпер-Мэр в Сомерсете (Англия). Выставка в формате поп-ап создавалась в тайне, на территории заброшенного открытого бассейна Тропикана. Она была открыта в выходные, 21 августа 2015 года и закрыта навсегда 27 сентября, 36 дней спустя. Сам Бэнкси описал её как «семейный тематический парк, непригодный для детей.»
Бэнкси создал для выставки десять новых работ и сам финансировал её строительство. В ней также приняли участие 58 художников из 60, первоначально приглашённых Бэнкси для участия. В день на продажу выставлялись 4000 билетов в «Дисмаленд», по цене £3 каждый.

## Создание
Во время возведения «Дисмаленда» жители Уэстон-сьюпер-Мэра рассказывали, что голливудская компания «Atlas Entertainment» использовала это место для съёмок криминального триллера под названием «Серый лис» (англ. Grey Fox). У входов на строительные площадки были размещены таблички с надписью «Grey Fox Productions». Фотографии с мест работы начали появляться в интернете в начале августа 2015 года, на которых были запечатлены «сказочный замок и массивные скульптуры». Холли Кушинг, чьё имя фигурировало в титрах документального фильма о Бэнкси и о котором часто сообщают, что он является его менеджером, был замечен на строительной площадке перед открытием, что способствовало снижению статуса выставки как «секретной».

## Работы

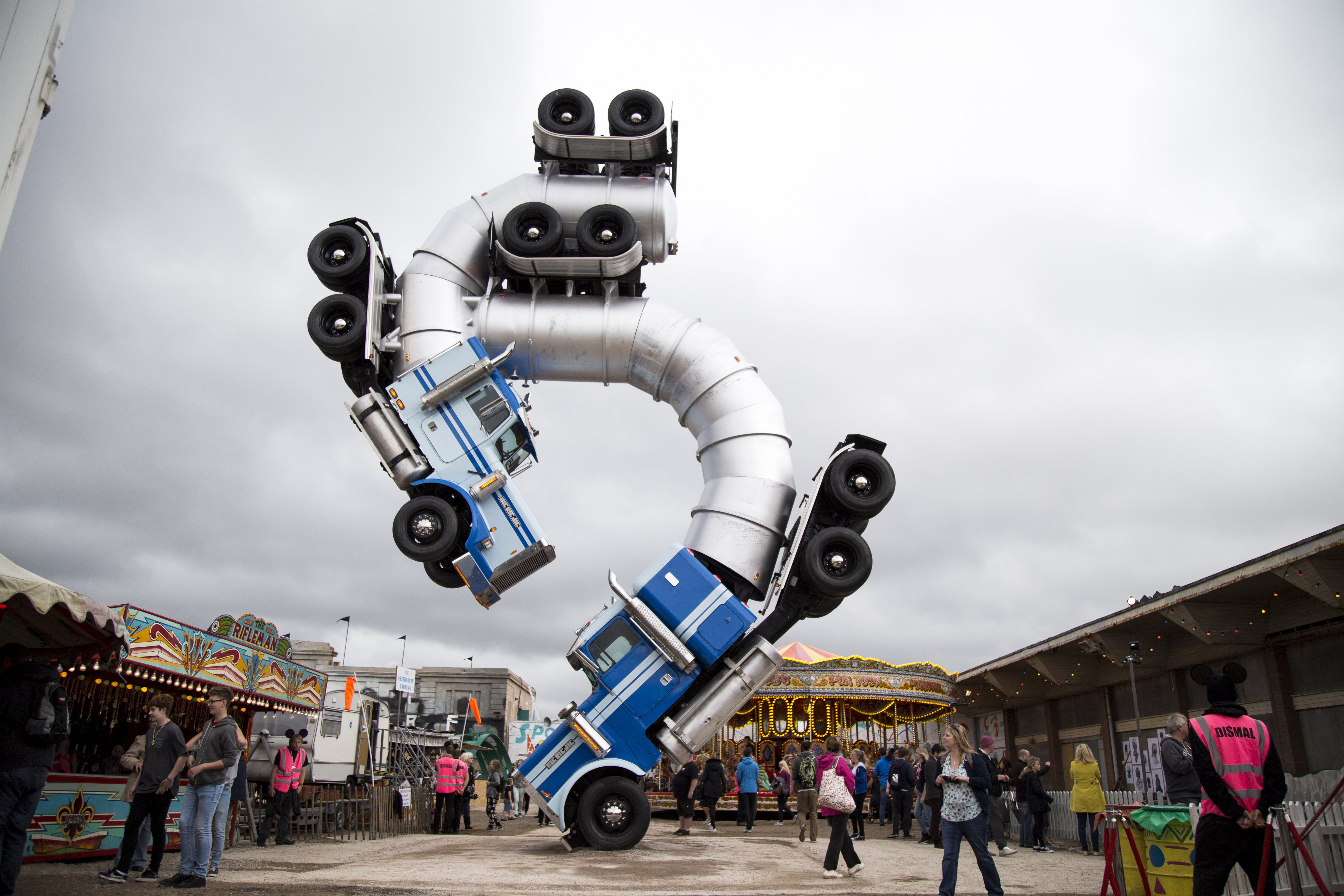
Big Rig Jig в «Дисмаленде»

Среди структур, сфотографированных до открытия, выделялись большое колесо Бэнкси, «Статуя коня из строительных лесов» (англ. Horse Scaffolding Sculpture) Бена Лонга и «Большая буровая установка» (англ. Big Rig Jig) художника Майка Росса, представляющая собой скрученный грузовик и впервые представленная ещё на фестивале Burning Man в 2007 году. Работы 58 художников, в том числе Дженни Хольцера, Дэмьена Херста, Джеффа Жиллетта, Джимми Коти и Билл Бармински, были представлены в парке. Бэнкси утверждал, что он связался с «лучшими художниками, которых он мог себе представить», двое из которых ему отказали.
Историк искусства доктор Гэвин Гриндон из Университета Эссекса курировал политические экспонаты «Дисмаленда», в том числе коллекцию опасных объектов под названием «Жестокие дизайны» (англ. Cruel Designs).
В рамках одной из акций выставки книги Джеффри Арчера, британского писателя и бывшего политика, проведшего несколько лет в тюрьме, ежедневно сжигали в костровой яме. Также каждый из 150 000 посетивших парк вошёл туда через поддельный картонный контрольный пункт безопасности, созданный художником Биллом Бармински.
По пятницам проводились выступления музыкантов, в том числе «Run the Jewels», «De La Soul», Деймона Албарна и «Pussy Riot».
Созданная Бэнкси для «Дисмаленда» «Лодка мечты» (англ. Dream Boat) была разыграна им в конкурсе в пользу организации помощи беженцам «Help Refugees» в канун Рождества 2018 года. Она для этого была выставлена в лондонском магазине организации поп-ап, где каждый желающий за £2.00 мог принять участие в соревновании по угадыванию веса экспоната. Тот чей вариант был наиболее близок к ответу и получил «Лодку мечты». Конкурс «угадай вес» выглядел в стиле «нарочито школьной ярмарки».
Альзакзук, один из участников выставки, прикрыл свою работу простынями в знак протеста против присутствия в парке работ израильских художников. Ему запретили посещать парк, но его скрытое произведение оставалось в «Дисмаленде». Бэнкси позже решил проблему, и работа Альзакзука была вновь раскрыта.